# سلیم فاروقی
سلیم فاروقی (انگلیسی: Saleem Farooqi؛ زادهٔ ۵ اوت ۱۹۴۰) دوچرخه‌سوار اهل پاکستان بود.